# Rafael Pérez Gay
Rafael Pérez Gay, alias Gil Gamés (Ciudad de México, 21 de mayo de 1957) es un escritor, editor, periodista, narrador, traductor y ensayista mexicano.

## Trayectoria
Estudió letras francesas en la Facultad de Filosofía y Letras de la Universidad Nacional Autónoma de México (UNAM). Fue director también de «El Nacional Dominical», editor de la revista Nexos (1995-2004), fundador y director de «Crónica Dominical», coordinador editorial del suplemento «La Cultura en México» de la revista Siempre!. Asimismo, colaboró en los diarios La Jornada, Unomásuno y El Universal (2005-2014) y ha traducido a Samuel Beckett y Emil Cioran.
Es autor de numerosos artículos sobre la literatura francesa y ha publicado distintos fragmentos de una investigación sobre la prosa y el periodismo mexicano del siglo XIX, entre ellos destacan sus contribuciones de historia literaria sobre autores como Manuel Payno, Ignacio Manuel Altamirano y ensayos sobre ambientes porfirianos, autores decadentistas y encrucijadas culturales de fin de siglo.
Es director general y fundador de la editorial Cal y Arena. Desde 2016 publica las columnas «Prácticas Indecibles» y «Uno hasta el fondo» (bajo el seudónimo Gil Gamés) en Milenio Diario. Previamente, bajo la firma de Gil Gamés ha publicado en los diarios La Razón (2009-2014), El Financiero (2014-2016) y en las revistas Nexos y Letras Libres.
Conduce el programa La Otra Aventura en Proyecto 40.

## Familia
Su abuelo fue Herminio Pérez Abreu, quien fungía en 1921 como presidente del Ayuntamiento de México y fue diputado y senador por el estado de Campeche y miembro del Congreso Constituyente de México de 1917. Fue su hermano el escritor, traductor, académico y diplomático mexicano, José María Pérez Gay. Además, el actor Ramón Gay fue primo hermano de su padre.

## Obra publicada

### Novela
- Esta vez para siempre (1990)
- Nos acompañan los muertos (2009)
- El cerebro de mi hermano (2013)
- Perseguir la noche (2018)
- Todo lo de cristal (2023)

### Cuento
- Me perderé contigo (1988)
- Llamadas nocturnas (1993)
- Paraísos duros de roer (2006)
- El corazón es un gitano (2010)
- Arde, memoria (2017)

### Periodismo
- Cargos de conciencia (1997) (editado con Nadie puede escribir un libro, de Luis Miguel Aguilar)
- Diatriba de la vida cotidiana y otras derrotas civiles (2001, Cal y Arena, ISBN 967-493-399-1) (opiniones acerca de temas diversos: la vida diaria, el alcohol, el amor, las cosas usadas, el miedo, la academia, el realismo, la fotografía, la literatura en el cine, Ramón Gay, Pedro Infante, el futbol, la militancia política, los presidentes, la aeronáutica, la ópera, los impostores, los ecologistas, el novelista fecundo, la pedagogía moderna, la generación del 68, el rock, la edad, el psicoanálisis, el matrimonio, los sueños, el sexo).
- Sonido local: piezas y pases de futbol (2006)
- No estamos para nadie: escenas de la ciudad y sus delirios (2007)
- Zona cero. Breve memoria de los sismos 2017-1985 (2017)

### Como editor
- Manuel Gutiérrez Nájera (antología) (1996)[10]